# 테드 힐리

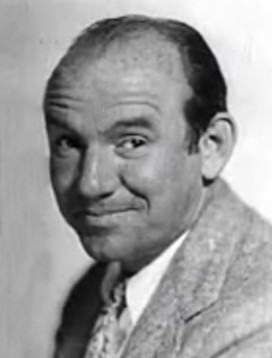

테드 힐리(Ted Healy, 1896년 10월 1일 ~ 1937년 12월 21일)는 미국의 희극 배우, 각본가, 연극 배우이다.
로스앤젤레스에서 사망하였다. 사인은 신장염이다.

## 영화
- 싱, 베이비, 싱 (1936년)
- 샌프란시스코 (1936년)
- 매드 러브 (1935년)
- 렉클리스 (1935년)
- 헐리우드 파티 (1934년)
- 밤쉘 (1933년)
- 미트 더 바론 (1933년)
- 댄싱 레이디 (1933년)